# Протасов Яр (остановочный пункт)
Прота́сов Яр — пассажирский остановочный пункт Киевского железнодорожного узла Юго-Западной железной дороги. Расположен между станциями Киев-Пассажирский  и Киев-Демеевский.(на обходной ветке, огибающей железнодорожный вокзал с севера)
Получил название от местности Протасов яр.
Платформа была обустроена в 1957 году, во время электрификации участка Киев-Пассажирский — Бровары. В настоящее время действуют только платформы, находящиеся на ветке, проходящей через остановочный пункт Вокзальная, через который идёт всё пригородное движение в восточном направлении; островная платформа на ветке, ведущей на Киев-Пассажирский, не используется и заброшена.
Имеет выход на улицу Фёдорова (соединяется лестницей).
Через Протасов Яр проходит Киевская городская электричка.